# アリベク・ガジャマトフ
アリベク・ガジャマトフ（Alibek Gadzhammatov、2001年7月12日 - ）は、ロシアの男性総合格闘家。ロシアのダゲスタン共和国出身。KHK DAGESTAN所属。

## 来歴
ダゲスタン共和国に生まれ、8歳からウーシュー散打を始める。
散打では約10年間、試合に出続けて120試合以上を経験。
その流れで散打・カンフーなどの複数競技でロシアの国内王者となり、ロシアの徒手戦闘術であるハンド・トゥ・ハンド・コンバット競技大会でダゲスタン王者になると、アーミー・ハンド・トゥ・ハンドでも北コーカサス王者に2度輝く実績を上げる。
その後、総合格闘技（MMA）に転向。現状はプロ公式記録に含まれていないが、総合格闘技でも若くしてMMAトーナメントで複数回優勝するなど、数々の実績を上げた。
2021年7月24日、プロデビュー戦となるACA Young Eagles 19でマンスルー・ナシャエフと対戦し、3R KO勝利。以降、ACAで4連勝を飾り、フライ級部門のダゲスタン期待の新星として注目を浴びるようになる。

### RIZIN
2024年6月、23歳、4戦4勝無敗（4フィニッシュ）でRIZINと契約。
24日に自身のInstagramに「今日、私は世界最高のリーグの1つと契約を結びました」と投稿し、RIZINの契約書に正式にサインしたことを発表。10月には「ウーシュー散打の魅力を日本の皆さんに惜しみなく披露したい」と意気込みを語った。
2024年11月17日、RIZIN LANDMARK 10で第2代ストロー級キング・オブ・パンクラシストの北方大地と対戦し、1Rに右フックでダウンを奪うとパウンドの連打でTKO勝ちを収めた。試合後マイクでは、RIZINフライ級のベルトを狙ってRIZINで戦い続けることを語り、通訳が訳さなかった部分でRIZIN参戦中のジョン・ドッドソンとの対戦も求めた。

## 戦績

### 総合格闘技
| 総合格闘技 戦績 | 総合格闘技 戦績 | 総合格闘技 戦績 | 総合格闘技 戦績 | 総合格闘技 戦績 | 総合格闘技 戦績 | 総合格闘技 戦績 |
| --------------- | --------------- | --------------- | --------------- | --------------- | --------------- | --------------- |
| 6 試合          | (T)KO           | 一本            | 判定            | その他          | 引き分け        | 無効試合        |
| 6 勝            | 5               | 1               | 0               | 0               | 0               | 0               |
| 0 敗            | 0               | 0               | 0               | 0               | 0               | 0               |

| 勝敗 | 対戦相手                   | 試合結果                             | 大会名                                                              | 開催年月日     |
|      | 扇久保博正                 | 試合前                               | RIZIN.51 【RIZINフライ級王座決定トーナメント準決勝】                | 2025年9月28日  |
| ○    | 征矢貴                     | 3R 2:40 KO（左フック→パウンド）      | 超RIZIN.4 真夏の喧嘩祭り 【RIZINフライ級王座決定トーナメント1回戦】 | 2025年7月27日  |
| ○    | 北方大地                   | 1R 3:20 TKO（グラウンドパンチ）      | RIZIN LANDMARK 10                                                   | 2024年11月17日 |
| ○    | シェルゾディ・サドゥロ     | 3R 4:48 リアネイキッドチョーク       | ACA Young Eagles 46                                                 | 2024年2月29日  |
| ○    | アルトゥール・オガネシアン | 1R 2:57 TKO（左三日月蹴り→パウンド） | ACA Young Eagles 35                                                 | 2023年5月25日  |
| ○    | ゼリム・ウマロフ           | 2R 0:52 TKO（パウンド）              | ACA Young Eagles 27                                                 | 2022年6月25日  |
| ○    | マンスール・ナシャエフ     | 3R 1:00 TKO（パウンド）              | ACA Young Eagles 19                                                 | 2021年7月24日  |

### 補足映像
1. ↑  『【番組】RIZIN CONFESSIONS #166（※番組内で試合映像＆アリベク・ガジャマトフと北方大地による試合振り返りドキュメンタリー番組）』RIZIN公式YouTubeチャンネル、2024年。